# Тринидад (Колорадо)
Тринидад (англ. Trinidad) — город в штате Колорадо (США), административный центр округа Лас-Анимас.

## Описание
Площадь города составляет 16,3 км², открытых водных пространств нет. Через Тринидад проходит крупная автомагистраль I-25. В четырёх километрах к юго-западу от города находится туристическая достопримечательность — озеро Тринидад.

## История
Город был основан 30 декабря 1879 года. Долгое время в окрестностях города работали многочисленные угольные шахты, однако к середине XX века почти все они были закрыты, до 1980-х годов добывали природный газ.
С 1960-х годов за Тринидадом закрепилось прозвище «Американская столица перемены пола» — в городе работали несколько клиник под руководством известного врача Стэнли Бибера (англ. Stanley Biber), в которых осуществлялось до 4 операций по смене пола в день. С 2003 года пожилого хирурга на своём посту сменила доктор Марси Боуэрс (англ. Marci Bowers).

## Демография
В Тринидаде проживает около 60% всего населения округа Лас-Анимас.
Население
- 2000 год — 9078 жителей
- 2005 — 9077
- 2006 — 9134
- 2010 — 9100
- 2011 — 8817

Расовый состав
- белые — 80,0%
- афроамериканцы — 0,5%
- коренные американцы — 3,0%
- азиаты — 0,4%
- уроженцы Океании и Гавайев — 0,2%
- прочие расы — 12,1%
- две и более расы — 3,8%
- латиноамериканцы (любой расы) — 48,1%

## Галерея

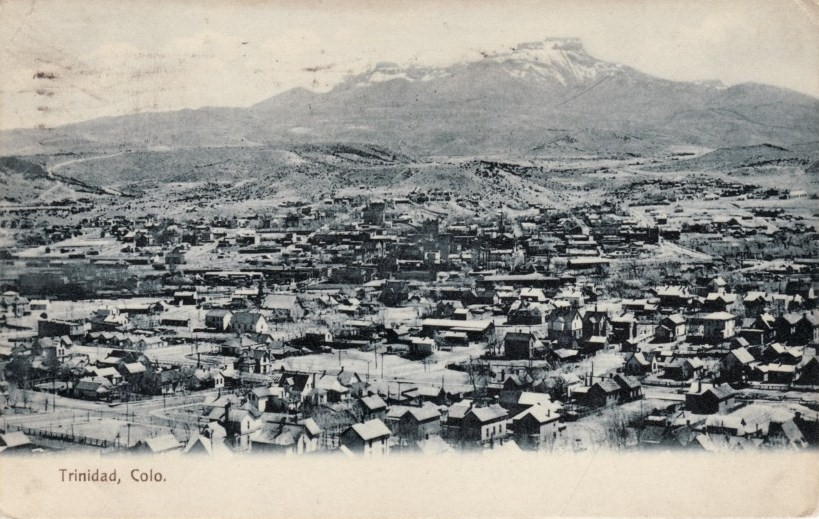
Тринидад на почтовой открытке 1907 года
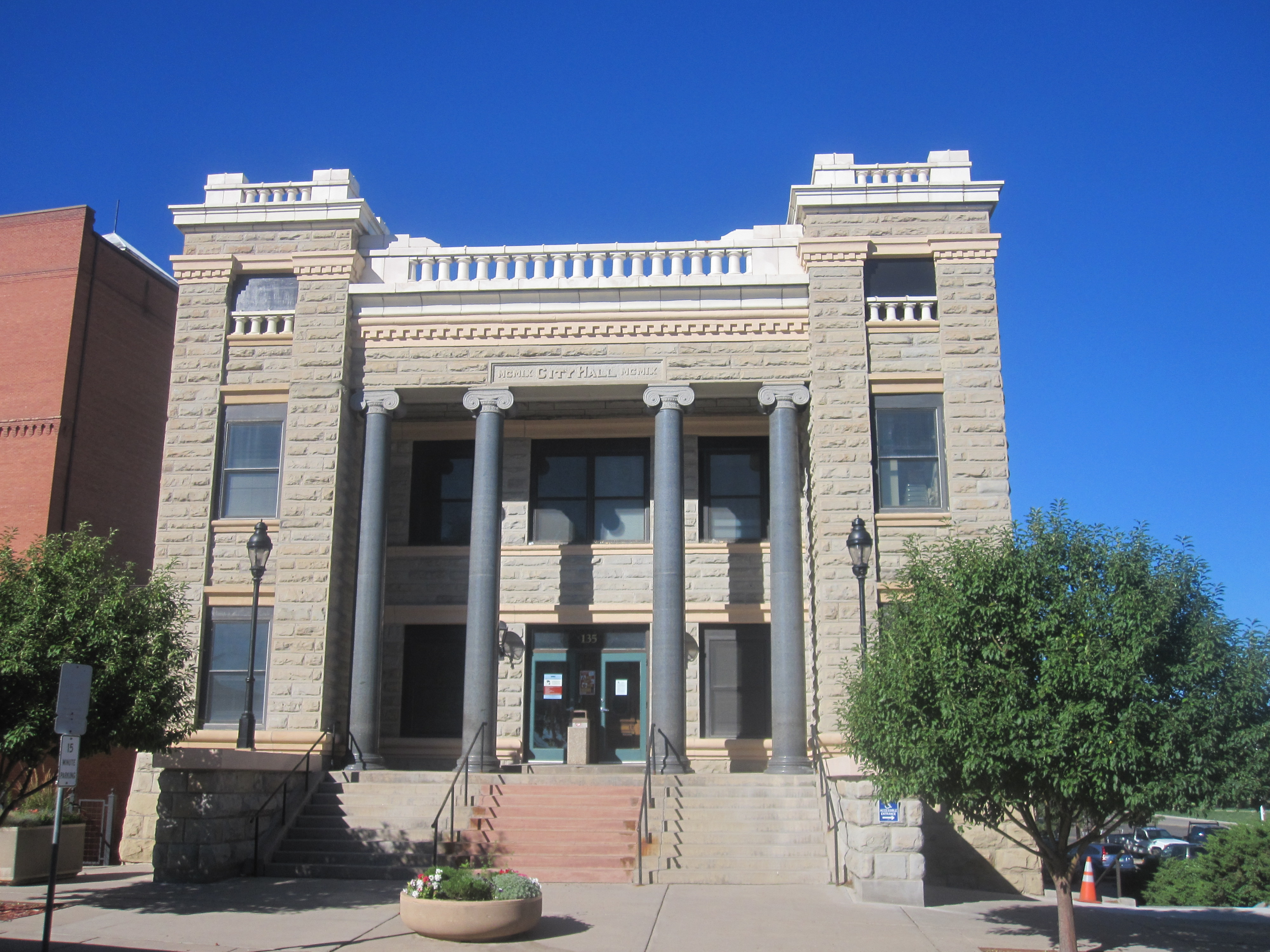
Мэрия
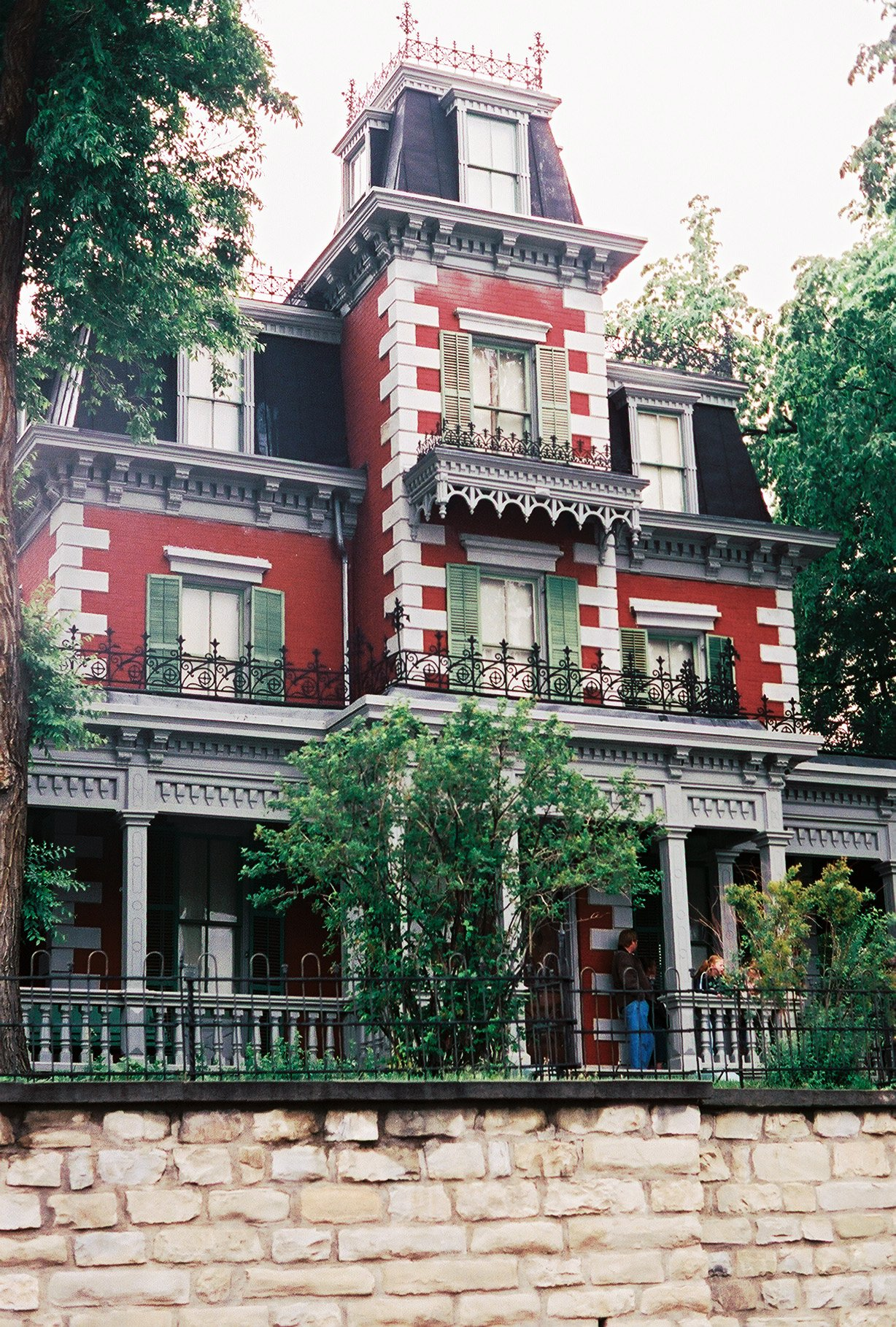
Особняк Блум, часть Тринидадского исторического музея
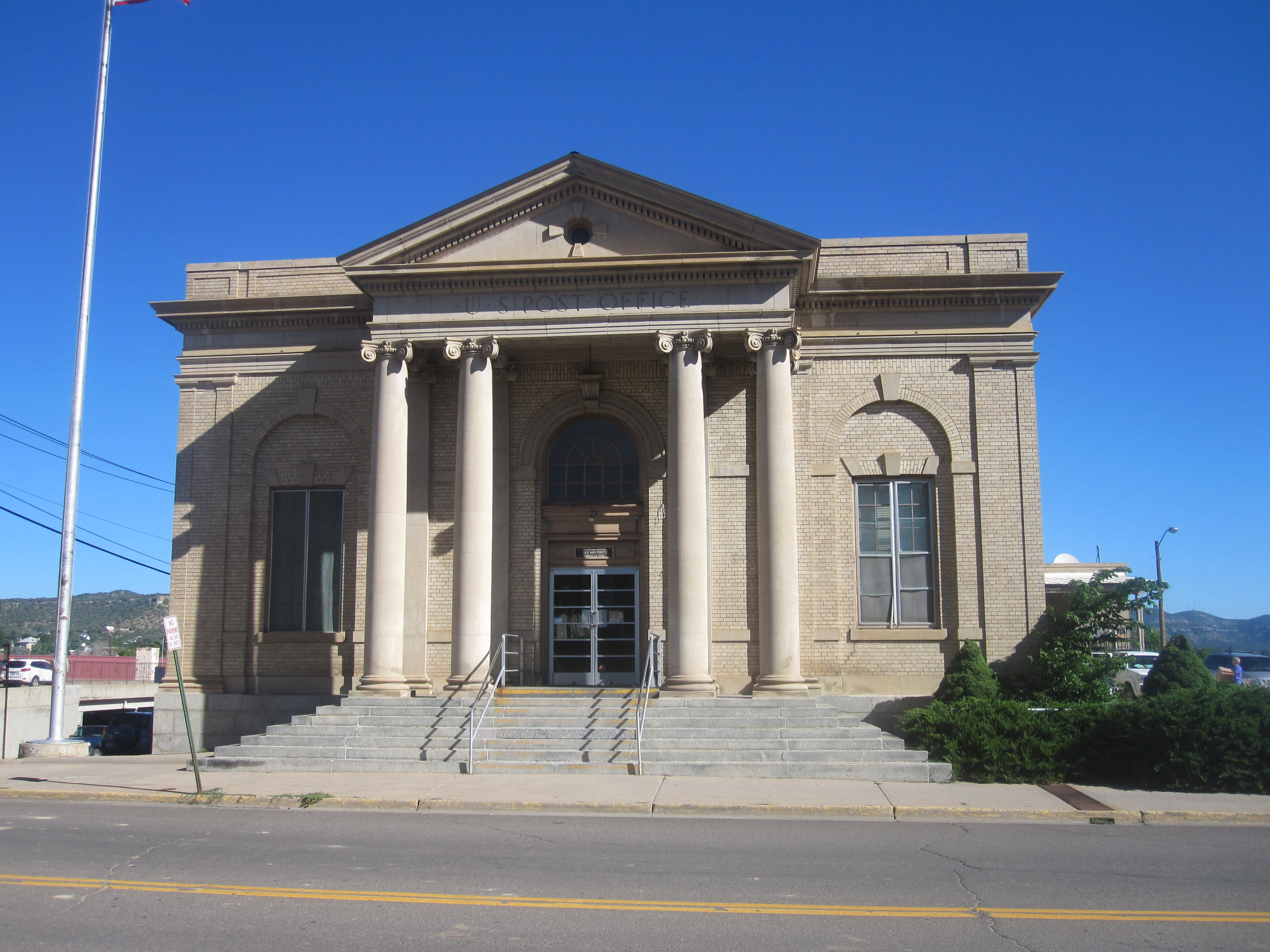
Почтовое отделение
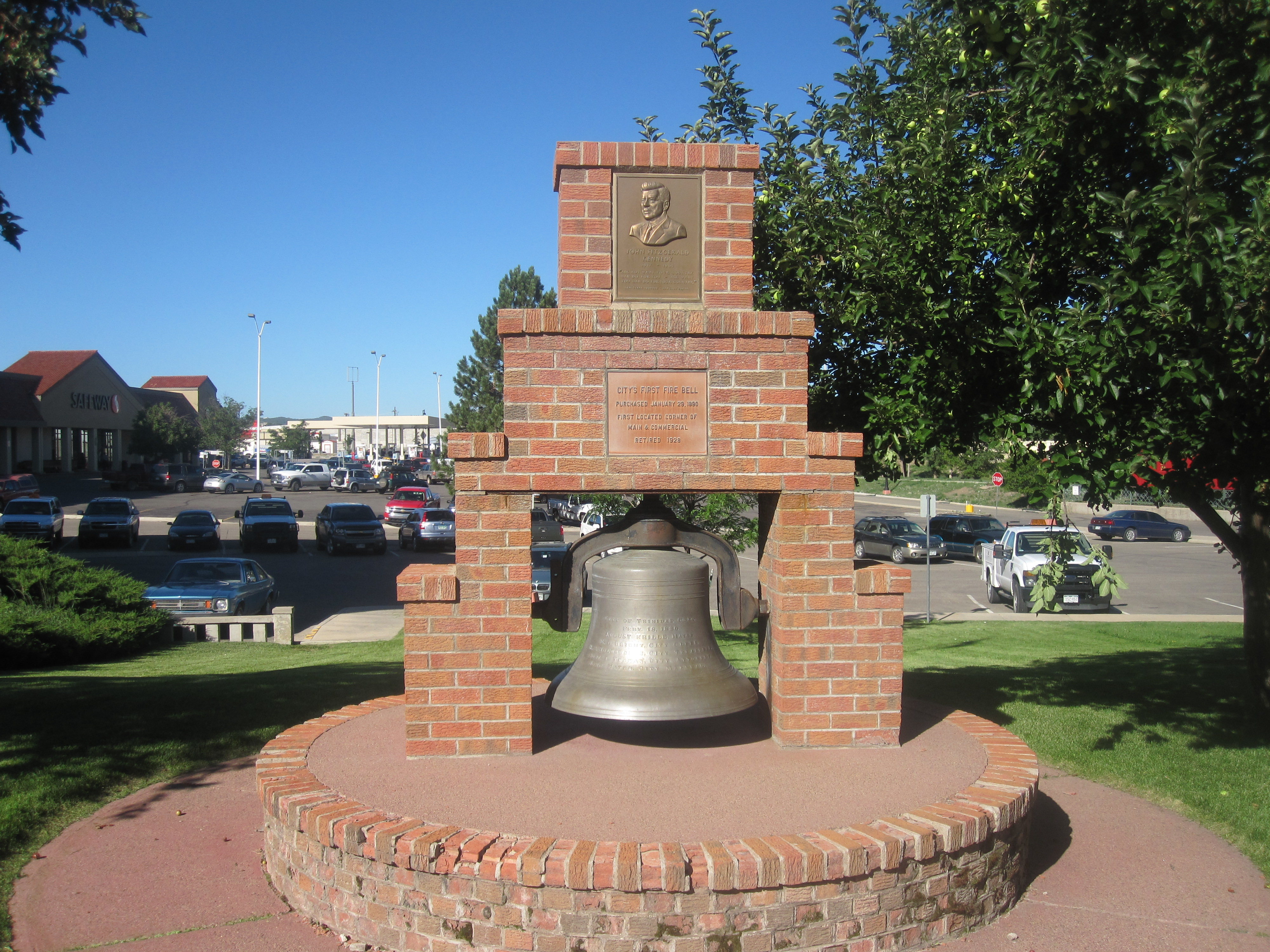
Пожарный колокол, оповещавший горожан о пожарах с 1890 по 1928 года